# シロハラコビトウ

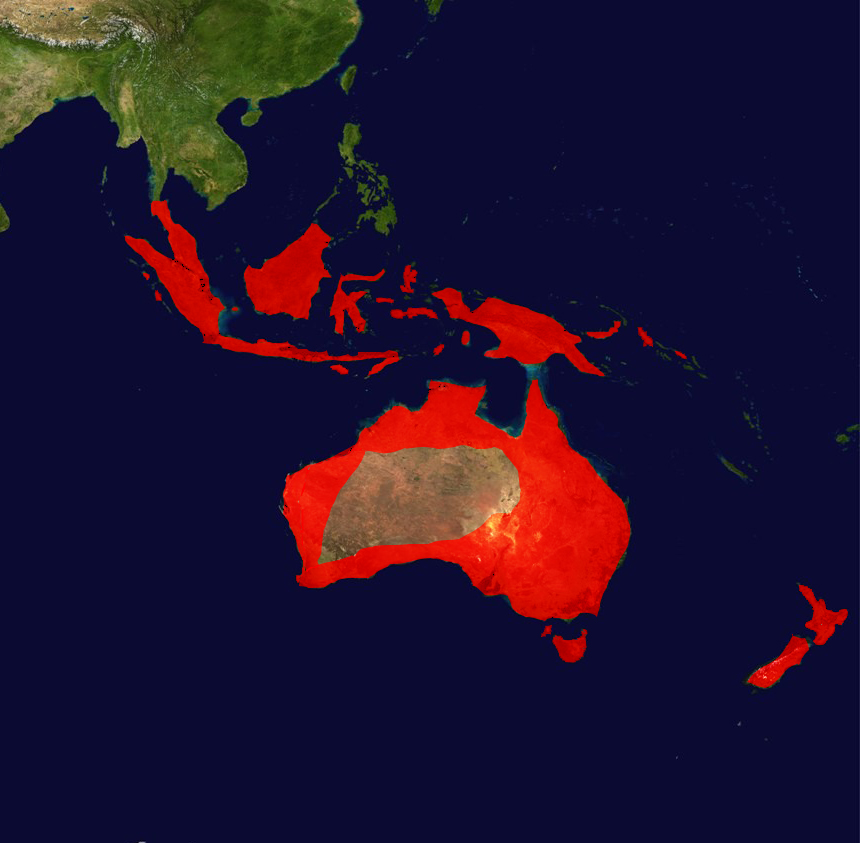
シロハラコビトウの生息域

シロハラコビトウ（白腹小人鵜、学名：Phalacrocorax melanoleucos）は、ペリカン目（Sibley分類ではコウノトリ目に属する）・ウ科に分類される鳥類の一種。フランスのルイ・ジャン・ピエール・ヴィエイヨーによって命名された。マオリ語では「Kawaupaka」と呼ばれている。鵜飼いに使われる鵜としても知られる。

## 形態
体長は56～58cmで、ウの仲間としては小型。背と翼の上面は光沢のある黒色。頬と腹は白色。くちばしは黄色。
亜種によって若干異なる。

## 分布
オーストラリア大陸、ニュージーランド、インドネシア、パプアニューギニアなどに分布する。日本には迷鳥として飛来することがある。

## 分類
本種はPhalacrocorax属としてウ科の仲間に分類されることが多いが、分子生物学的解析の結果から、Microcarbo属として扱うことを主張している研究者もいる。ちなみにMicrocarboとは、ラテン語のMicro（小さい）とcarbo（黒い）をあわせた属名である。
また、生息域が異なる以下の3亜種が知られている。
P. m. melanoleucos ： ニュージーランドなどを除く地域に生息。
P. m. brevicauda Mayr 1931 ： ソロモン諸島のレンネル島の固有種。
P. m. brevirostris Gould 1837 ： ニュージーランドや亜南極諸島に生息。

## 画像

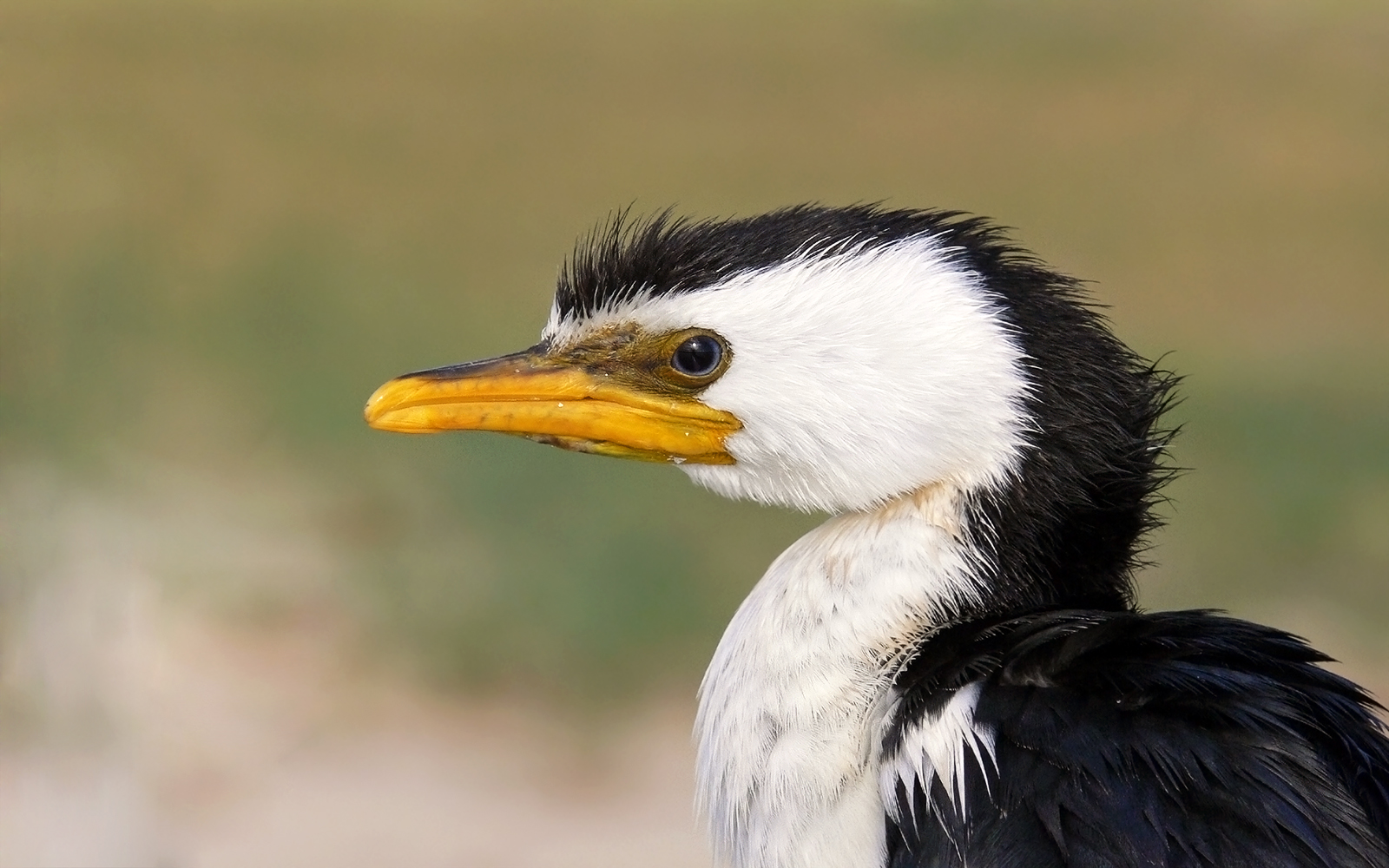
顔面のアップ
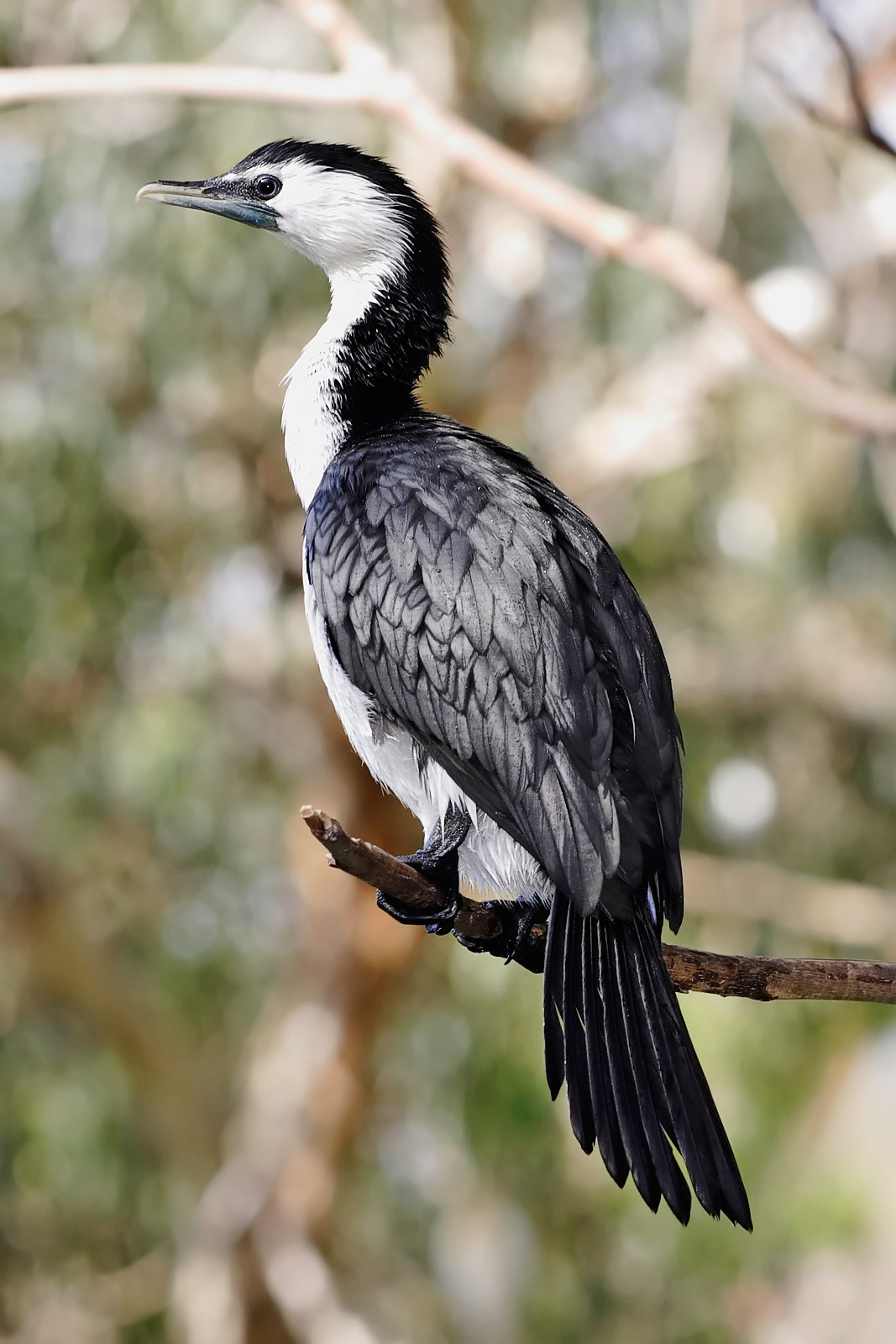
くちばしが灰色の個体